# Danielle Darrieux
Danielle Darrieux, all'anagrafe Danielle Yvonne Marie Antoinette Darrieux (Bordeaux, 1º maggio 1917 – Bois-le-Roi, 17 ottobre 2017), è stata un'attrice francese, attiva dagli anni trenta. Come interprete di musical, si esibì anche in numeri canori.

## Biografia

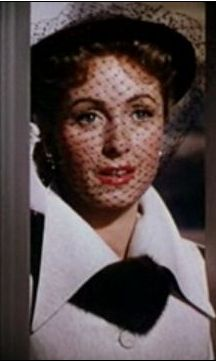
Danielle Darrieux nel musical Ricca, giovane e bella (1951)

Il padre, Jean Darrieux, era un medico oftalmologo originario di Bordeaux, che prestò servizio nell'esercito durante la prima guerra mondiale, e morì quando Danielle aveva sette anni. Anche suo zio Olivier era un attore. La madre, Marie-Louise Witkowski, aveva origini alsaziane e polacche. Da giovanissima studiò violoncello a Parigi presso il Conservatoire de Musique. A tredici anni ebbe una parte nel film musicale Le Bal. A partire da questa sua prima prova, ottenne numerose altre offerte lavorative, grazie al suo talento e alla sua bellezza.
Nel 1935 sposò il regista e scenografo francese Henri Decoin. Grazie al grande successo del film Mayerling (1936), ottenne un contratto dalla Universal Studios e recitò a fianco di Douglas Fairbanks Jr. nel film Allora la sposo io (1938). In base al contratto settennale, l'attrice avrebbe avuto la possibilità di tornare in Francia una volta l'anno mentre Decoin poteva scegliere per la moglie le sceneggiature più adatte e i partner migliori; ciononostante, dopo il primo film americano, la Darrieux ruppe il contratto e tornò in patria dove venne accolta trionfalmente.
Nel periodo dell'occupazione tedesca, durante la seconda guerra mondiale, continuò a recitare nella Francia occupata, decisione che le procurò numerose critiche da parte dei suoi compatrioti, ma che fu motivata dalla minaccia nazista di arrestare suo fratello, se l'attrice avesse rifiutato di collaborare. Sempre durante la guerra divorziò da Henri Decoin e si innamorò del diplomatico dominicano e noto playboy Porfirio Rubirosa, che sposò il 18 settembre 1942. Successivamente, alcune dichiarazioni antinaziste portarono Rubirosa alla residenza forzata in Germania. La Darrieux accettò di effettuare un viaggio promozionale a Berlino in cambio della liberazione del marito. Ottenuto il suo rilascio, i due andarono a vivere in Svizzera fino alla fine del conflitto; si separarono nel 1947. L'anno successivo, l'attrice sposò il regista George Mitsikides, con il quale visse fino alla morte di lui, avvenuta nel 1991.
Nel 1951 ricevette un'offerta dalla MGM per il film musicale Ricca, giovane e bella. Joseph L. Mankiewicz la convinse a ritornare a Hollywood, dove recitò con James Mason nel film di spionaggio Operazione Cicero (1953). Tornata in Francia, apparve in L'uomo e il diavolo (1954) di Claude Autant-Lara, al fianco di Gérard Philipe. L'anno successivo recitò in L'amante di Lady Chatterley (1955) di Marc Allégret, che venne censurato dalla chiesa statunitense. Interpretò un ruolo di secondo piano nel film epico Alessandro il Grande (1956), con Richard Burton e Claire Bloom, che fu il suo ultimo impegno negli Stati Uniti. Lewis Gilbert la invitò in Inghilterra a partecipare al suo film Quell'estate meravigliosa (1961) con Kenneth More.
Nel 1963 recitò al teatro Chatelet a Parigi nella commedia romantica La Robe Mauve de Valentine. In seguito sostituì Katharine Hepburn nel musical di Broadway Coco, basato sulla vita di Coco Chanel, un'interpretazione molto apprezzata dalla critica. Il regista Jacques Demy la chiamò per interpretare la madre delle sorelle Catherine Deneuve e Françoise Dorléac nel film Josephine (1967), nel quale fu l'unica tra gli attori e le attrici del cast a non essere doppiata nel canto. Un progetto simile fu Una camera in città realizzato dallo stesso regista nel 1982. Negli anni duemila, dopo il grande successo di 8 donne e un mistero, venne richiesta per svariati progetti anche come protagonista al cinema, alla televisione e al teatro.
Morì a 100 anni, nella sua casa di Bois-le-Roi, dove risiedeva da diverso tempo.

## Riconoscimenti
È stata insignita della Legion d'onore e dell'onorificenza dell'Ordre des arts et des lettres. Per tre anni, 1955, 1957 e 1958 è stata premiata con la "Victoire" quale migliore attrice del cinema francese. Nel 1985 le venne assegnato il Premio César onorario.

## Filmografia

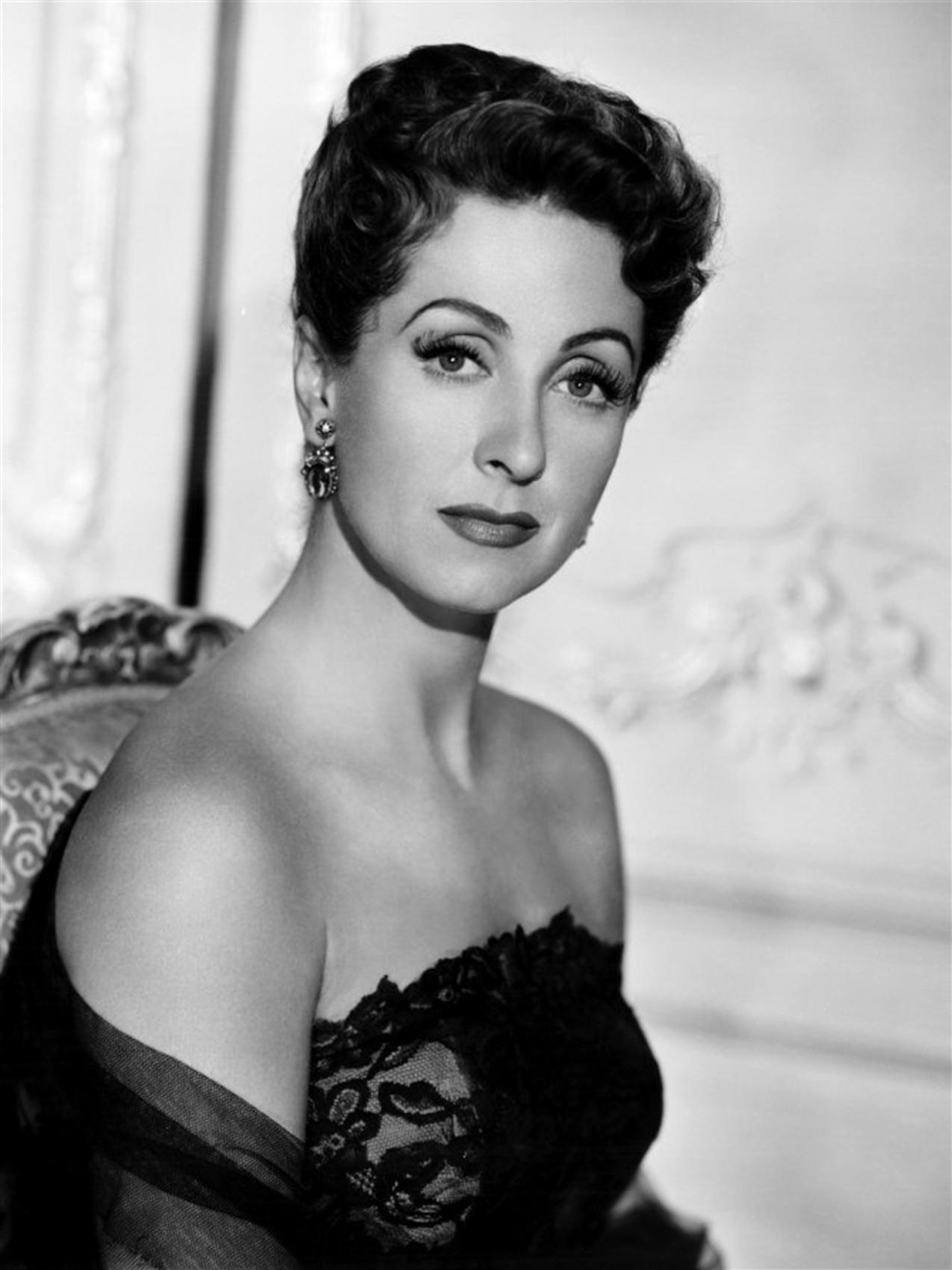
Danielle Darrieux nel 1951 nel film Operazione Cicero

### Cinema
- Alle porte del gran mondo (Le Bal), regia di Wilhelm Thiele (1931)
- Coquecigrole, regia di André Berthomieu (1931)
- Le coffret de laque, regia di Jean Kemm (1932)
- Panurge, regia di Michel Bernheim (1932)
- Voyage de noces, regia di Germain Fried, Joe May e Erich Schmidt (1933)
- Château de rêve, regia di Géza von Bolváry (1933)
- Volga in fiamme (Volga en flammes), regia di Viktor Tourjansky (1934)
- Mon coeur t'appelle, regia di Carmine Gallone e Serge Veber (1934)
- Le secret d'une nuit, non accreditata, regia di Félix Gandéra (1934)
- La crise est finie, regia di Robert Siodmak (1934)
- L'auberge du Petit-Dragon, non accreditata, regia di Jean de Limur (1934)
- Amore che redime (Mauvaise Graine), regia di Alexander Esway e Billy Wilder (1934)
- Dédé, regia di René Guissart (1934)
- L'oro per la strada (L'or dans la rue), regia di Curtis Bernhardt (1934)
- Il controllore dei vagoni letto (Le contrôleur des wagons-lits), regia di Richard Eichberg (1935)
- Quelle drôle de gosse!, accreditata come Daniele Darrieux, regia di Léo Joannon (1935)
- J'aime toutes les femmes, regia di Karel Lamač (1935)
- Le domino vert, regia di Henri Decoin e Herbert Selpin (1935)
- Otto cani in cerca di padrona (Mademoiselle Mozart), regia di Yvan Noé (1936)
- Mayerling, regia di Anatole Litvak (1936)
- Taras Bulba (Tarass Boulba), regia di Alexis Granowsky (1936)
- Ragazze sole (Club de femmes), regia di Jacques Deval (1936)
- Ragazzaccio (Mauvais garcon), regia di Henri Decoin (1936)
- Port Arthur, regia di Nicolas Farkas (1936)
- La signorina mia madre (Mademoiselle ma mère), regia di Henri Decoin (1937)
- L'intrusa (Abuso di fiducia) (Abus de confiance), regia di Henri Decoin (1937)
- Allora la sposo io (The Rage of Paris), regia di Henry Koster (1938)
- Katia, regia di Maurice Tourneur (1938)
- Ritorno all'alba (Retour à l'aube), regia di Henri Decoin (1938)
- Piccola ladra (Battement de coeur), regia di Henri Decoin (1940)
- Primo appuntamento (Premier rendez-vous), regia di Henri Decoin (1941)
- Capricci (Caprices), regia di Léo Joannon (1942)
- L'amante immaginaria (La fausse maitresse), regia di André Cayatte (1942)
- Adieu chérie, regia di Raymond Bernard (1946)
- Au petit bonheur, regia di Marcel L'Herbier (1946)
- Il segno di Allah (Bethsabée), regia di Léonide Moguy (1947)
- Ruy Blas, regia di Pierre Billon (1948)
- Jean de la Lune, regia di Marcel Achard (1949)
- Occupati d'Amelia (Occupe-toi d'Amélie..!), regia di Claude Autant-Lara (1949)
- La ronde, regia di Max Ophüls (1950)
- Romanzo d'amore, regia di Duilio Coletti (1950)
- Ricca, giovane e bella (Rich, Young and Pretty), regia di Norman Taurog (1951)
- La maison Bonnadieu, regia di Carlo Rim (1951)
- La follia di Roberta Donge (La vérité sur Bébé Donge), regia di Henri Decoin (1952)
- Il piacere (Le plaisir), episodio "La Maison Tellier", regia di Max Ophüls (1952)
- Operazione Cicero (5 Fingers), regia di Joseph L. Mankiewicz (1952)
- Quando le donne amano (Adorables créatures), regia di Christian-Jaque (1952)
- I gioielli di madame de... (Madame de...), regia di Max Ophüls (1953)
- Una signora per bene (Le bon Dieu sans confession), regia di Claude Autant-Lara (1953)
- El torero, regia di René Wheeler (1954)
- Escalier de service, regia di Carlo Rim (1954)
- L'uomo e il diavolo (Le rouge et le noir), regia di Claude Autant-Lara (1954)
- Quattro donne nella notte (Bonnes à tuer), regia di Henri Decoin (1954)
- Napoleone Bonaparte (Napoléon), regia di Sacha Guitry (1955)
- Il processo dei veleni (L'affaire des poisons), regia di Henri Decoin (1955)
- L'amante di lady Chatterley (L'Amant de lady Chatterley), regia di Marc Allégret (1955)
- Si Paris nous était conté, regia di Sacha Guitry (1956)
- Alessandro il grande (Alexander the Great), accreditata come la Star Francese Danielle Darrieux, regia di Robert Rossen (1956)
- Le salaire du péché, regia di Denys de La Patellière (1956)
- Tifone su Nagasaki (Typhon sur Nagasaki), regia di Yves Ciampi (1957)
- Le donne degli altri (Pot Bouille), regia di Julien Duvivier (1957)
- La vedova elettrica (Le septième ciel), regia di Raymond Bernard (1958)
- Il vizio e la notte (Le désordre et la nuit), regia di Gilles Grangier (1958)
- La vita a due (La vie à deux), regia di Clement Duhour (1958)
- Una strana domenica (Un drôle de dimanche), regia di Marc Allégret (1958)
- Marie-Octobre, regia di Julien Duvivier (1959)
- Les yeux de l'amour, regia di Denys de La Patellière (1959)
- Assassinio a 45 giri (Meurtre en 45 tours), regia di Étienne Périer (1960)
- All'ultimo minuto (L'homme à femmes), regia di Jacques-Gérard Cornu (1960)
- Quell'estate meravigliosa (The Greengage Summer), regia di Lewis Gilbert (1961)
- I celebri amori di Enrico IV (Vive Henri IV... vive l'amour!), regia di Claude Autant-Lara (1961)
- I leoni scatenati (Les lions sont lâchés), regia di Henri Verneuil (1961)
- Assassinio sulla Costa Azzurra (Les bras de la nuit), regia di Jacques Guymont (1961)
- Les petits drames, regia di Paul Vecchiali (1961)
- Il delitto non paga (Le crime ne paie pas), episodio "L'homme de l'avenue", regia di Gérard Oury (1962)
- Le tentazioni quotidiane (Le diable et les 10 commandements), episodio "Tes père et mère honoreras", regia di Julien Duvivier (1962)
- Pourquoi Paris?, regia di Denys de La Patellière (1962)
- Landru, regia di Claude Chabrol (1963)
- Chi vuol dormire nel mio letto? (Méfiez-vous, mesdames!), regia di André Hunebelle (1963)
- Strana voglia di una vedova (Du grabuge chez les veuves), regia di Jacques Poitrenaud (1964)
- L'amico di famiglia (Patate), regia di Robert Thomas (1964)
- Le coup de grâce, regia di Jean Cayrol e Claude Durand (1965)
- L'or du duc, regia di Jacques Baratier (1965)
- Le dimanche de la vie, regia di Jean Herman (1967)
- Josephine, regia di Jacques Demy (1967)
- L'homme à la Buick, regia di Gilles Grangier (1968)
- Vingt-quatre heures de la vie d'une femme, regia di Dominique Delouche (1968)
- Gli uccelli vanno a morire in Perù (Les oiseaux vont mourir au Pérou), regia di Romain Gary (1968)
- La maison de campagne, regia di Jean Girault (1969)
- Peccato mortale (No encontré rosas para mi madre), regia di Francisco Rovira Beleta (1973)
- Divine, regia di Dominique Delouche (1975)
- La gang dell'Anno Santo (L'année sainte), regia di Jean Girault (1976)
- Le cavaleur, regia di Philippe de Broca (1979)
- Una camera in città (Une chambre en ville), regia di Jacques Demy (1982)
- En haut des marches, regia di Paul Vecchiali (1983)
- Le lieu du crime, regia di André Téchiné (1986)
- Corps et biens, regia di Benoît Jacquot (1986)
- Qualche giorno con me (Quelques jours avec moi), regia di Claude Sautet (1988)
- Un amore dannato (Bille en tête), regia di Carlo Cotti (1989)
- Le jour des rois, regia di Marie-Claude Treilhou (1991)
- Les mamies, regia di Annick Lanoë (1992)
- Domani andrà meglio (Ça ira mieux demain), regia di Jeanne Labrune (2000)
- Emilie est partie, cortometraggio, regia di Thierry Klifa (2001)
- 8 donne e un mistero (8 Femmes), regia di François Ozon (2002)
- Une vie à t'attendre, regia di Thierry Klifa (2004)
- Nouvelle chance, regia di Anne Fontaine (2006)
- Persepolis, solo voce, regia di Vincent Paronnaud e Marjane Satrapi (2007)
- L'heure zéro, regia di Pascal Thomas (2007)
- Pièce montée, regia di Denys Granier-Deferre (2010)
- Tournons ensemble, Mademoiselle Darrieux, cortometraggio, solo voce, regia di Emmanuel Vernières (2016)

### Televisione
- La robe mauve de Valentine – film TV (1969)
- Au théâtre ce soir – serie TV, 1 episodio (1973)
- Les jardins du roi – film TV (1974)
- Bonheur, impair et passe – film TV (1977)
- Mais n'te promène donc pas toute nue – film TV (1978)
- On purge bébé – film TV (1979)
- Miss – serie TV, 6 episodi (1979)
- Caméra une première – serie TV, 1 episodio (1980)
- La mort en sautoir – film TV (1980)
- Le petit théâtre d'Antenne 2 – serie TV, 2 episodi (1979-1980)
- Marie-Marie – miniserie TV (1981)
- L'âge vermeil – miniserie TV (1984)
- La petite fille modèle – film TV (1985)
- Gigi – film TV (1987)
- Bonjour maître – miniserie TV (1987)
- Adorable Julia – film TV (1988)
- Série noire – serie TV, 1 episodio (1989)
- Cinéma 16 – serie TV, 2 episodi (1987-1989)
- Piège infernal – miniserie TV (1989)
- La misère des riches – serie TV, 6 episodi (1990)
- La vérité en face – film TV (1993)
- George et Margaret – film TV (1993)
- Jalna – miniserie TV, 8 episodi (1994)
- Ne coupez pas mes arbres – film TV (1995)
- Belle comme Crésus – film TV (1997)
- Un et un font six – serie TV, 2 episodi (1997)
- Que reste-t-il... – film TV (2000)
- Les liaisons dangereuses – miniserie TV, 3 episodi (2003)
- Elles et moi – miniserie TV, 2 episodi (2008)
- C'est toi c'est tout – film TV (2010)

## Doppiatrici italiane
Nelle versioni in italiano delle opere in cui ha recitato, Danielle Darrieux è stata doppiata da:
- Lydia Simoneschi in Port Arthur, Alessandro il Grande, Il vizio e la notte
- Andreina Pagnani ne L'uomo e il diavolo, La vedova elettrica, Le tentazioni quotidiane
- Rina Morelli in Operazione Cicero, La follia di Roberta Donge, Quattro donne nella notte
- Rosetta Calavetta in Una strana domenica, Assassinio sulla Costa Azzurra, La gang dell'anno santo
- Lia Orlandini in Mayerling
- Anna Proclemer ne I gioielli di Madame de...
- Angiolina Quinterno ne Le relazioni pericolose
- Miranda Bonansea in 8 donne e un mistero

Da doppiatrice è sostituita da:
- Miranda Bonansea in Persepolis